# Paille-Maille

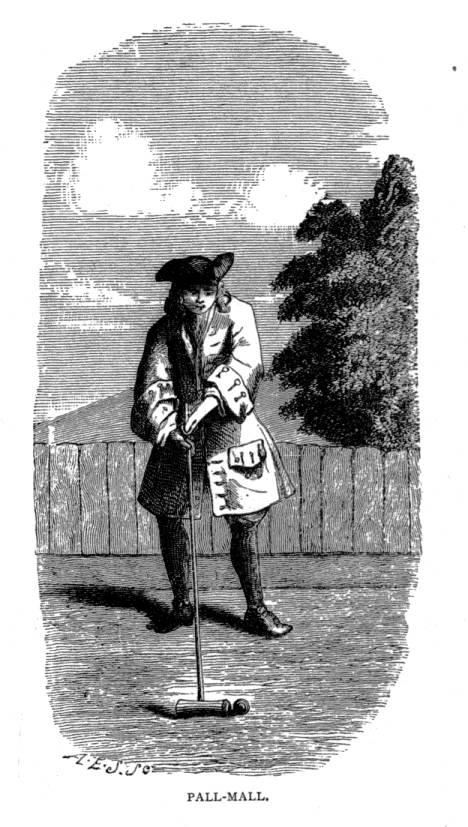
Pall-Mall-Spieler

Paille-Maille [ˌpajˈmaj], in England als Pall Mall [ˌpælˈmæl] bekannt; (weitere Schreibweisen: Baille-Maille, Palle-malle, Jeu de Mail) war ein Ballspiel des 16. und 17. Jahrhunderts und ein Vorläufer sowohl des im 19. Jahrhundert verbreiteten Croquet (deutsch auch Krocket) als auch des heutigen Swingolf. Es zählt zu den auf Hartplatz gespielten Präzisionssportarten (im Gegensatz zu Croquet, das auf Wiesen gespielt wird).

## Geschichte
Der Name stammt vom italienischen pallamaglio bzw. palla di maglio, was wörtlich übersetzt „Holzhammerball“ (Ballspiel mit einem Holzhammer) bedeutet. In seiner Urform als Pallamaglio ist das Spiel möglicherweise im 12. Jahrhundert in Neapel entstanden. Allmählich in Italien verbreitet, erreichte es zunächst Frankreich. Es wurde auf einer langen befestigten Bahn gespielt, an deren Ende ein eiserner Reifen über dem Boden aufgehängt war. Das Ziel war es, einen Ball aus Buchsbaumholz, der mit ca. einem Fuß Umfang (etwa 30 cm, Durchmesser also knapp 10 cm) ungefähr die Größe eines modernen Krocketballs hat, mit möglichst wenigen Schlägen eines schweren hölzernen Schlägers (des mallet) entlang der Bahn und durch den Reifen zu schlagen.

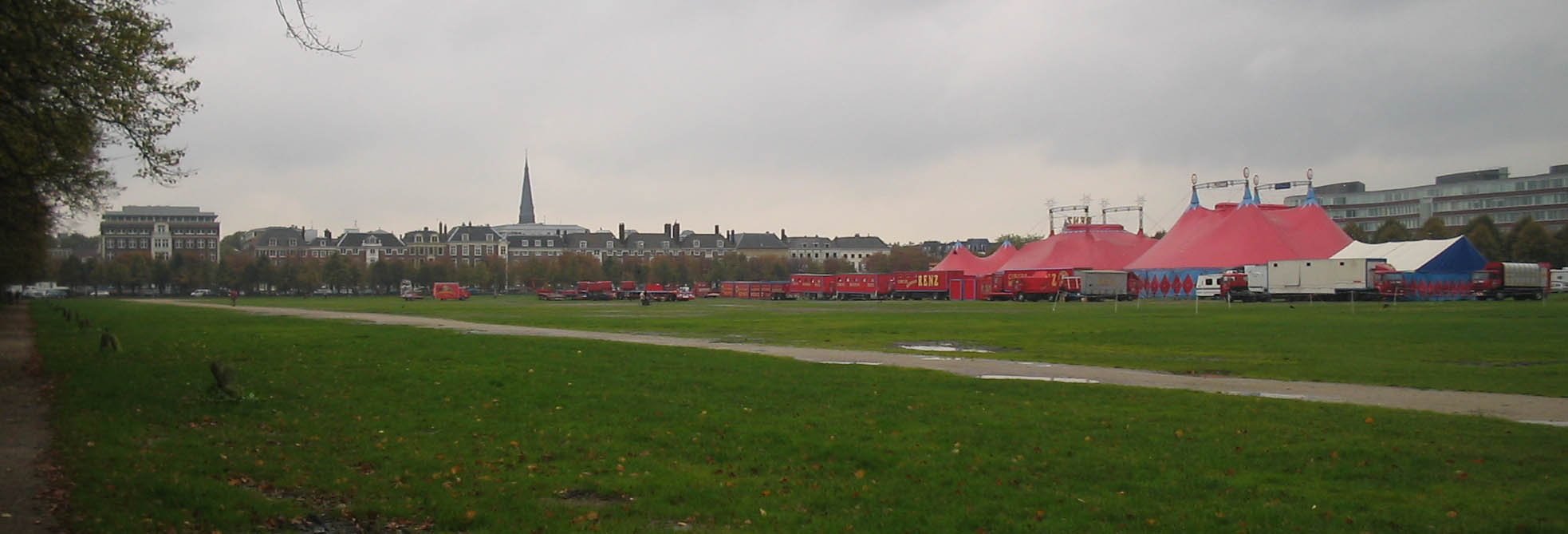
Malieveld in Den Haag

Paille-Maille war in Italien, Frankreich und Schottland populär, ehe es sich im 17. Jahrhundert nach England, Holland und Deutschland ausbreitete. Der französische Name Paille-Maille bezeichnet nicht nur das Spiel, sondern auch den Holzschläger und die Bahn, auf der gespielt wurde. Viele Städte und historische Parks haben noch heute lange gerade Straßen oder Promenaden, die sich aus solchen Spielbahnen entwickelt haben, etwa die Pall Mall und The Mall in London, die Palmaille in Hamburg-Altona. In Himmelkron gibt es eine Baille-Maille-Lindenallee, und auch in Heidelberg im Hortus Palatinus und im Schlosspark Pillnitz in Dresden gibt es eine Maille-Bahn. In Esslingen am Neckar deutet der Name des Stadtparks Maille auf das frühere Ballspiel an diesem Ort hin. In Den Haag wird das Malieveld (Maille-Feld)  als Veranstaltungsgelände genutzt. Eine weitere ehemalige Maille-Bahn befindet sich in Utrecht, wo im Jahr 1637 zwischen der Lepelenburg und der ehemaligen Herberge ’t Gulde Vlies (Maliesingle 28a) eine Bahn (heute: Maliebaan) angelegt wurde, die bis ins 18. Jahrhundert genutzt wurde.

## Trivia
- Die Londoner Pall Mall diente 1899 als Namensgeberin für die Zigarettenmarke Pall Mall.
- Der Name der parallel dazu verlaufenden Prachtstraße The Mall, die zum Buckingham-Palast führt, leitet sich ebenso von einer Bahn für dieses Spiel ab. In Nordamerika und inzwischen teilweise auch in Deutschland werden daher Einkaufszentren als shopping mall bezeichnet.
- In Genf gehen die sieben Hektar große Plaine de Plainpalais und die angrenzende Avenue du Mail auf dieses Spiel zurück, das hier seit 1637 gespielt wurde.
- Ein anderes in der Zeit des Barocks beliebtes Spiel war das vom Paille-Maille inspirierte Passspiel.

## Belege
1. ↑  Museo Torino, Stichwort Pallamaglio. Text auf Italienisch mit weiteren Quellenangaben